# Marie Serneholt
Marie Serneholt, née le 11 juillet 1983 à Stockholm, est une chanteuse suédoise, ancienne membre du groupe A*Teens.

## Biographie
Elle commence sa carrière en 1998 et est membre du groupe suédois A*Teens de 1998 à 2004.
En 2005, Serneholt souhaite refaire de la musique et contacte Jörgen Elofsson, qui a déjà écrit pour Britney Spears et Céline Dion. Occupé avec d'autres artistes à l'époque, il ne peut donner suite immédiatement. Lorsqu'elle contacte de nouveau Elofsson plus tard cette même année, il collabore avec deux producteurs relativement jeunes et inconnus, Richard Brandén et Pär Westerlund.
Jörgen Elofsson souhaite alors travailler avec un artiste suédois capable de toucher l'international, en lequel il pourrait croire et qu'il pourrait accompagner tout au long de sa carrière. Il crée alors le label Planet Six (une division de Sony BMG), avec lequel Marie Serneholt signe son premier contrat pour un album solo.
La même année Marie Serneholt est choisie comme égérie des produits cosmétiques Maybelline pour les pays scandinaves.
En 2006, Marie Serneholt sort son premier album solo intitulé Enjoy the Ride.
En 2009, elle participe pour la première fois à la demi-finale des Melodifestivalen, avec la chanson Disconnect Me, qui n'a pas été qualifiée pour la finale.
En 2012, Marie Serneholt se présente de nouveau au Melodifestivalen, avec la chanson Salt & Pepper.

### Vie privée
De 2008 à 2011, elle était en couple avec le chanteur suédois Måns Zelmerlöw qui à gagné l'Eurovision en 2015.[réf. nécessaire]

## Discographie

### Albums studio
| Titre          | Détails                                                                           | Classements | Classements | Classements |
| Titre          | Détails                                                                           | Allemagne   | Suède       | Suisse      |
| -------------- | --------------------------------------------------------------------------------- | ----------- | ----------- | ----------- |
| Enjoy the Ride | - Date de sortie : 29 mars 2006 - Label : Sony BMG - Formats : CD, téléchargement | 75          | 9           | 78          |

### Singles
| Année | Titre                        | Meilleure position | Meilleure position | Meilleure position | Meilleure position | Meilleure position | Meilleure position | Album          |
| Année | Titre                        | Suède              | Autriche           | Finlande           | Allemagne          | Pologne            | Suisse             | Album          |
| ----- | ---------------------------- | ------------------ | ------------------ | ------------------ | ------------------ | ------------------ | ------------------ | -------------- |
| 2006  | That's The Way My Heart Goes | 2                  | 46                 | 19                 | 19                 | 7                  | 24                 | Enjoy The Ride |
| 2006  | I Need A House               | 40                 | -                  | -                  | 49                 | 24                 | 72                 | Enjoy The Ride |
| 2007  | Oxygen                       | 76                 | -                  | -                  | -                  | -                  | -                  | Enjoy The Ride |
| 2009  | Disconnect Me                | 46                 | -                  | -                  | -                  | -                  | -                  | NC             |